# Primera B
De Primera B (officieel Primera División B del Fútbol Profesional Chileno ) is de op een na hoogste voetbalklasse in Chili, die ook wel bekendstaat als de Segunda División de Chile. De competitie wordt sinds 1952 georganiseerd door de Federación de Fútbol de Chile.

## Geschiedenis
Reeds in 1935 werd er voetbal op het tweede niveau gespeeld in Chili, maar dit beperkte zich tot de hoofdstad Santiago en werd gespeeld tot 1942. Deze competitie heette de Serie B Profesional de Chile. Hier speelden ook reserveteams van eersteklassers. De kampioen had ook niet altijd recht op promotie, op enkele uitzonderingen na. Toen deze competitie stopgezet werd kwam er in 1943 een amateurcompetitie División de Honor Amateur. Deze competitie duurde tot 1950. Slechts twee keer, in 1945 en 1949, promoveerden teams naar de hoogste klasse, respectievelijk Iberia en Ferroviarios.
In 1952 werd dan de Segunda División opgericht en konden teams ook promoveren naar de hoogste klasse. Er waren acht clubs, waarvan er op dit moment nog slechts drie bestaan (Palestino, Rangers en Trasandino). In 1980 werd de derde klasse (Tercera División) geïntroduceerd waardoor clubs verder konden degraderen. In 1987 speelden 28 clubs in de tweede klasse, verdeeld over twee reeksen en het hoogste aantal in de geschiedenis van de competitie. 
In 1996 werd de huidige naam van de competitie aangenomen. De derde klasse kreeg dan de naam Segunda División. 

## Lijst met kampioenen
| - 1952: Palestino - 1953: Thomas Bata - 1954: O'Higgins - 1955: San Luis - 1956: Universidad Católica - 1957: Deportes La Serena - 1958: San Luis - 1959: Santiago Morning - 1960: Green Cross - 1961: Unión La Calera - 1962: Coquimbo Unido - 1963: Green Cross - 1964: O'Higgins - 1965: Badminton - 1966: Huachipato - 1967: Deportes Concepción - 1968: Club de Deportes Antofagasta - 1969: Lota Schwager - 1970: Unión San Felipe - 1971: Naval - 1972: Palestino - 1973: Deportes Aviación - 1974: Everton - 1975: Universidad Católica - 1976: Ñublense - 1977: Coquimbo Unido - 1978: Santiago Wanderers | - 1979: Club Deportes Iquique - 1980: San Luis - 1981: Deportes Arica - 1982: Fernández Vial - 1983: Club Deportes Cobresal - 1984: Unión La Calera - 1985: Trasandino - 1986: Lota Schwager - 1987: Deportes La Serena - 1988: Rangers - 1989: Universidad de Chile - 1990: Provincial Osorno - 1991: Deportes Temuco - 1992: Provincial Osorno - 1993: Rangers - 1994: Deportes Concepción - 1995: Santiago Wanderers - 1996: Deportes La Serena - 1997A: Rangers - 1997C: Club Deportes Iquique - 1998: Club Deportes Cobresal - 1999: Unión Española - 2000: Unión San Felipe - 2001: Deportes Temuco - 2002: Deportes Puerto Montt - 2003: Everton - 2004: Deportes Melipilla | - 2005: Santiago Morning - 2006: Deportes Melipilla - 2007: Provincial Osorno - 2008: Curicó Unido - 2009: Unión San Felipe - 2010: Municipal Iquique - 2011: Club de Deportes Antofagasta - 2012: Club Deportivo San Marcos de Arica - 2013: CD Universidad de Concepción - 2013/14: San Marcos de Arica - 2014/15: San Luis - 2015/16: Deportes Temuco - 2016/17: Curicó Unido - 2017: Unión La Calera - 2018: Coquimbo Unido - 2019: Santiago Wanderers - 2020: Ñublense - 2021: Coquimbo Unido - 2022: Magallanes - 2023: Cobreloa |

A=Apertura
C=Clausura

## Eeuwige ranglijst
Clubs in het vet spelen in seizoen 2024 in de tweede klasse.
- /74 = aantal seizoenen in 2de.

| Club                           | Stad                       | /74 | Periode (1952-2024)                                                                 |
| ------------------------------ | -------------------------- | --- | ----------------------------------------------------------------------------------- |
| Ñublense                       | Chillán                    | 44  | 1959-1976, 1980, 1982-1983, 1986-1991, 1993-2000, 2005-2006, 2012, 2015-2020        |
| Unión San Felipe               | San Felipe                 | 44  | 1958-1961, 1969-1970, 1975-1982, 1987-1988, 1990-2000, 2006-2009, 2013-             |
| Iberia                         | Los Ángeles                | 42  | 1955-1992, 2014-2017                                                                |
| Unión La Calera                | La Calera                  | 39  | 1954-1961, 1975-1984, 1986-1989, 1991-1995, 2001-2010, 2016-2017                    |
| Deportes Linares               | Linares                    | 39  | 1957, 1961-1991, 1995-2001                                                          |
| San Luis                       | Quillota                   | 39  | 1953-1955, 1958, 1968-1980, 1982-1983, 1988-1990, 2004-2009, 2011-2015, 2019-       |
| San Marcos de Arica            | Arica                      | 37  | 1978-1981, 1986-2005, 2008-2012, 2013-2014, 2016-2018, 2020-2021, 2023-             |
| Coquimbo Unido                 | Coquimbo                   | 37  | 1959-1962, 1966-1974, 1976-1977, 1981-1983, 1985-1990, 2008-2018, 2021              |
| Deportes Ovalle                | Ovalle                     | 37  | 1963-1967, 1970-1975, 1978-1991, 1994-2005                                          |
| Magallanes                     | San Bernardo               | 37  | 1961, 1976-1979, 1987-1993, 1996-2006, 2011-2022, 2024-                             |
| Trasandino                     | Los Andes                  | 34  | 1952-1969, 1974-1982, 1985-1991                                                     |
| Colchagua                      | San Fernando               | 34  | 1957-1973, 1977-1983, 1988-1996, 1999                                               |
| Santiago Morning               | Santiago                   | 31  | 1957-1959, 1970-1974, 1980-1981, 1983, 1997-1998, 2003-2005, 2007, 2012-            |
| Lota Schwager                  | Coronel                    | 30  | 1966-1969, 1981-1986, 1988-1994, 2002-2006, 2008-2015                               |
| Puerto Montt                   | Puerto Montt               | 29  | 1983-1996, 2002, 2008-2012, 2015-2023                                               |
| Rangers                        | Talca                      | 28  | 1952, 1977, 1979-1981, 1988, 1990-1993, 1995-1997, 2000, 2007, 2010-2011, 2014-     |
| Deportes Antofagasta           | Antofagasta                | 27  | 1966-1968, 1978-1982, 1985-1990, 1998-2005, 2009-2011, 2023-                        |
| Provincial Curicó Unido        | Curicó                     | 27  | 1974-1980, 1983-1990, 2006-2008, 2010-2017, 2024-                                   |
| Deportes La Serena             | La Serena                  | 27  | 1956-1957, 1960-1961, 1977-1980, 1983, 1985-1987, 1996, 2000-2003, 2013-2019, 2023- |
| Deportes Temuco                | Temuco                     | 23  | 1963-1964, 1981-1982, 1986-1991, 2000-2001, 2006-2007, 2014-2016, 2019-             |
| San Antonio Unido              | San Antonio                | 22  | 1962-1983                                                                           |
| Deportes Copiapó               | Copiapó                    | 20  | 2003-2011, 2013-2022                                                                |
| Santiago Wanderers             | Valparaíso                 | 20  | 1978, 1981-1982, 1985-1989, 1992-1995, 1999, 2008-2009, 2018-2019, 2022-            |
| Fernández Vial                 | Concepción                 | 19  | 1982, 1985, 1993-2008, 2022                                                         |
| Provincial Osorno              | Osorno                     | 19  | 1983-1990, 1992, 1999, 2001-2007, 2009-2010                                         |
| Deportes Melipilla             | Melipilla                  | 18  | 1992, 1994-2004, 2006, 2009, 2018-2020, 2022                                        |
| Deportes Santa Cruz            | Santa Cruz                 | 17  | 1983-1987, 1992-1997, 2019-                                                         |
| Deportes Concepción            | Concepción                 | 16  | 1966-1967, 1982-1984, 1994, 2003-2004, 2009-2016                                    |
| Club Deportes Iquique          | Iquique                    | 16  | 1979, 1991-1992, 1994-1997, 2000-2002, 2007-2008, 2010, 2021-2023                   |
| Universidad Técnica del Estado | Santiago                   | 16  | 1954-1969                                                                           |
| Malleco Unido                  | Angol                      | 15  | 1974-1988                                                                           |
| Audax Italiano                 | La Florida                 | 14  | 1972-1976, 1987-1995                                                                |
| Ferroviarios                   | Santiago                   | 14  | 1969-1982                                                                           |
| Everton                        | Viña del Mar               | 14  | 1973-1974, 1982, 1996-1999, 2001-2003, 2011-2012, 2014-2016                         |
| Regional Atacama               | Copiapó                    | 13  | 1980-1981, 1985-1993, 1997-1998                                                     |
| Cobresal                       | El Salvador                | 13  | 1980-1983, 1993, 1995-1998, 2000-2001, 2017-2018                                    |
| Barnechea                      | Lo Barnechea               | 12  | 2012-2014, 2015-2016, 2017-                                                         |
| Naval (II)                     | Talcahuano                 | 12  | 2000-2005, 2009-2014                                                                |
| San Bernardo Central           | San Bernardo               | 11  | 1956-1966                                                                           |
| Deportes Valdivia              | Valdivia                   | 11  | 1983-1987, 1990, 2016-2020                                                          |
| Cobreloa                       | Calama                     | 10  | 1977, 2015-2023                                                                     |
| Independiente de Cauquenes     | Cauquenes                  | 10  | 1971-1980                                                                           |
| Universidad de Concepción      | Concepción                 | 10  | 1998-2002, 2013, 2021-                                                              |
| O'Higgins                      | Rancagua                   | 10  | 1964, 1976, 1986-1987, 1997-1998, 2002-2005                                         |
| Municipal de Santiago          | Santiago                   | 9   | 1962-1970                                                                           |
| Huachipato                     | Talcahuano                 | 9   | 1965-1966, 1979-1982, 1991, 1993-1994                                               |
| Alianza de Curicó              | Curicó                     | 7   | 1954-1960                                                                           |
| Naval (I)                      | Talcahuano                 | 6   | 1968-1971, 1977-1978                                                                |
| Soinca Bata                    | Melipilla                  | 6   | 1975, 1986-1987, 1989-1991                                                          |
| General Velásquez              | San Vicente de Tagua Tagua | 6   | 1983-1984, 1987-1990                                                                |
| Luis Cruz Martínez             | Curicó                     | 5   | 1962-1966                                                                           |
| Quintero Unido                 | Quintero                   | 5   | 1983-1987                                                                           |
| Deportes Laja                  | Laja                       | 4   | 1983-1984, 1986-1987                                                                |
| Palestino                      | Santiago                   | 4   | 1952, 1971-1972, 1989                                                               |
| Santiago National              | Santiago                   | 4   | 1952-1955                                                                           |
| Unión Temuco                   | Temuco                     | 4   | 2010-2013                                                                           |
| Thomas Bata                    | Peñaflor                   | 3   | 1952-1954                                                                           |
| América                        | Rancagua                   | 3   | 1952-1954                                                                           |
| Deportes Recoleta              | Recoleta                   | 3   | 2022-                                                                               |
| Maestranza Central             | San Bernardo               | 3   | 1952-1953, 1955                                                                     |
| Deportes Aviación              | San Bernardo               | 3   | 1972-1973, 1981                                                                     |
| Universidad Católica           | Santiago                   | 3   | 1956, 1974-1975                                                                     |
| Green Cross                    | Santiago                   | 3   | 1959-1960, 1963                                                                     |
| Ferrobádminton                 | Santiago                   | 3   | 1965, 1967-1968                                                                     |
| Deportes Victoria              | Victoria                   | 3   | 1983-1985                                                                           |
| Badminton Curicó               | Curicó                     | 2   | 1970-1971                                                                           |
| Instituto O'Higgins            | Rancagua                   | 2   | 1952-1953                                                                           |
| Unión Española                 | Santiago                   | 2   | 1998-1999                                                                           |
| Valparaíso Ferroviarios        | Valparaíso                 | 2   | 1962-193                                                                            |
| Súper Lo Miranda               | Doñihue                    | 2   | 1984-1985                                                                           |
| CD Iván Mayo                   | Villa Alemana              | 2   | 1984, 1987                                                                          |
| Lozapenco                      | Penco                      | 2   | 1990-1991                                                                           |
| Deportes Limache               | Limache                    | 1   | 2024-                                                                               |
| O'Higgins Braden               | Rancagua                   | 1   | 1954                                                                                |
| Universidad de Chile           | Santiago                   | 1   | 1989                                                                                |
| La Cruz                        | Valparaíso                 | 1   | 1954                                                                                |

Barnechea · 
Cobreloa · 
Deportes Copiapó · 
Deportes La Serena · 
Magallanes · 
Deportes Melipilla ·
Ñublense ·
Deportes Puerto Montt · 
Rangers ·
Unión San Felipe · 
San Luis · 
Deportes Santa Cruz · 
Santiago Morning · 
Santiago Wanderers · 
Deportes Temuco · 
Deportes Valdivia
1952 · 1953 · 1954 · 1955 · 1956 · 1957 · 1958 · 1959 · 1960 · 1961 · 1962 · 1963 · 1964 · 1965 · 1966 · 1967 · 1968 · 1969 · 1970 · 1971 · 1972 · 1973 · 1974 · 1975 · 1976 · 1977 · 1978 · 1979 · 1980 · 1981 · 1982 · 1983 · 1984 · 1985 · 1986 · 1987 · 1988 · 1989 · 1990 · 1991 · 1992 · 1993 · 1994 · 1995 · 1996 · 1997 · 1998 · 1999 · 2000 · 2001 · 2002 · 2003 ·  2004 · 2005 · 2006 · 2007 · 2008 · 2009 · 2010 · 2011 · 2012 · 2013 · 2013/14 · 2014/15 · 2015/16 · 2016/17 ·2017 · 2018 · 2019 · 2020 · 2021 · 2022 · 2023 · 2024